# منطقة سيهوري
سيهوري رمزها «SR» (بالإنجليزية: Sehore)‏ ، هو تقسيم إداري لدولة الهند تتبع ولاية مدية برديش (بالإنجليزية: Madhya  Pradesh)‏ ، مركزها هو مدينة سيهوري (بالإنجليزية: Sehore)‏ عدد سكانها حسب تعداد سنة 2001 هو 10,78,769 ، مساحتها 6,578 كم² وكثافة السكان 164 لكل كم² .